# Polyporus ciliatus
Polypore cilié
Espèce
Polyporus ciliatus, le Polypore cilié est une espèce de champignons saprophytes de la famille des Polyporaceae.